# Zapadnofidžijski jezik
Zapadnofidžijski jezik (ISO 639-3: wyy), austronezijski jezik zapadnofidžijske podskupine zapadnofidžijskih-rotumanskih jezika, kojim govori oko 57 000 ljudi (Lincoln 1977) na zapadnom dijelu otoka Viti Levu i na otoku Waya. 
Naziva se i fidžijski ili nadrogaa i ima dva dijalekta koja se razlikuju na otocima Viti Levu (nuklearni zapadnofidžijski) i waya (nakoroboya, noikoro, magodro) na otoku Waya.

## Vanjske poveznice
- Ethnologue (14th)
- Ethnologue (15th)